# Kłomino
Kłomino è una città fantasma polacca situata nel comune di Borne Sulinowo. Si tratta di un'ex base militare tedesca che fu utilizzata come un campo di prigionia durante la seconda guerra mondiale, prima di diventare una base segreta dell'Armata Rossa. Dopo il ritiro delle truppe sovietiche nel 1992, la città rimase abbandonata.

## Campo di prigionia
Prima della seconda guerra mondiale, Kłomino si trovava in territorio tedesco e si chiamò Westfalenhof. Nel 1930 venne costruita una caserma e con il nome di Oflag II-D fu utilizzata come campo di prigionia, accogliendo a turno prigionieri civili e militari polacchi, soldati francesi, russi e, alla fine della guerra, prigionieri di guerra tedeschi.

## Base dell'Armata Rossa
Durante la Guerra Fredda, Kłomino diventa una base segreta sovietica e prende il nome di Grodek (russo: Гродек). Avrebbe ospitato un sito missilistico con una brigata di artiglieria, un reggimento meccanizzato e un battaglione di ricognizione. Dal 1972 in poi vennero costruite abitazioni per ospitare l'esercito sovietico e le loro famiglie, così come negozi ed anche un cinema.

## Stato attuale
Dopo la partenza delle truppe sovietiche nell'autunno del 1992, la città venne trascurata e non ospita più nessun residente. Scavi ivi condotti sotto la responsabilità dello storico Andrzej Kola permettono di rinvenire molte tombe della seconda guerra mondiale dove sono sepolti 2500 soldati polacchi, francesi e russi. Si stima in circa 30.000 il numero totale dei prigionieri sepolti nei boschi circostanti Kłomino.

## Galleria d'immagini

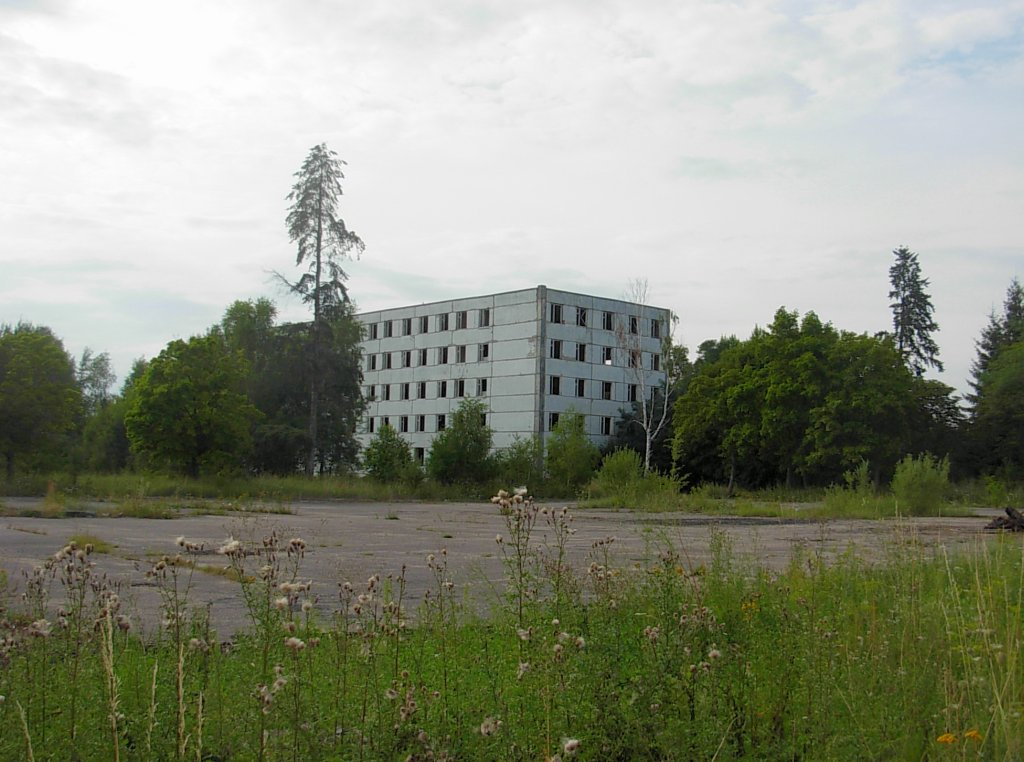
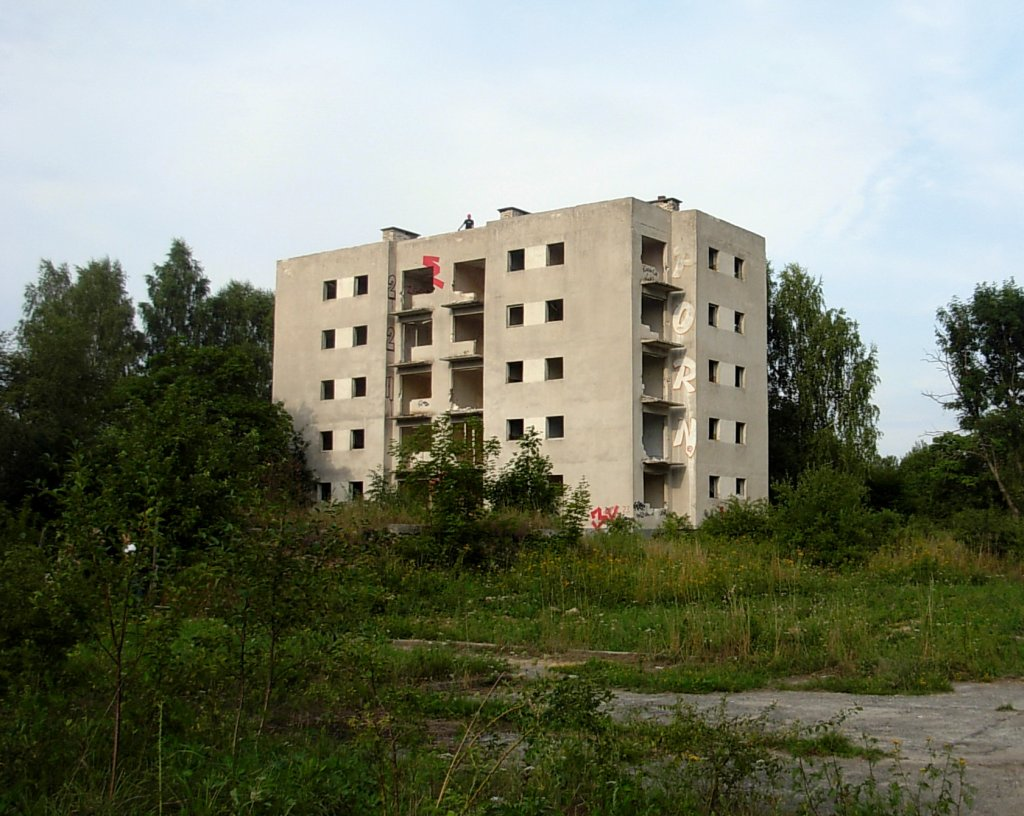
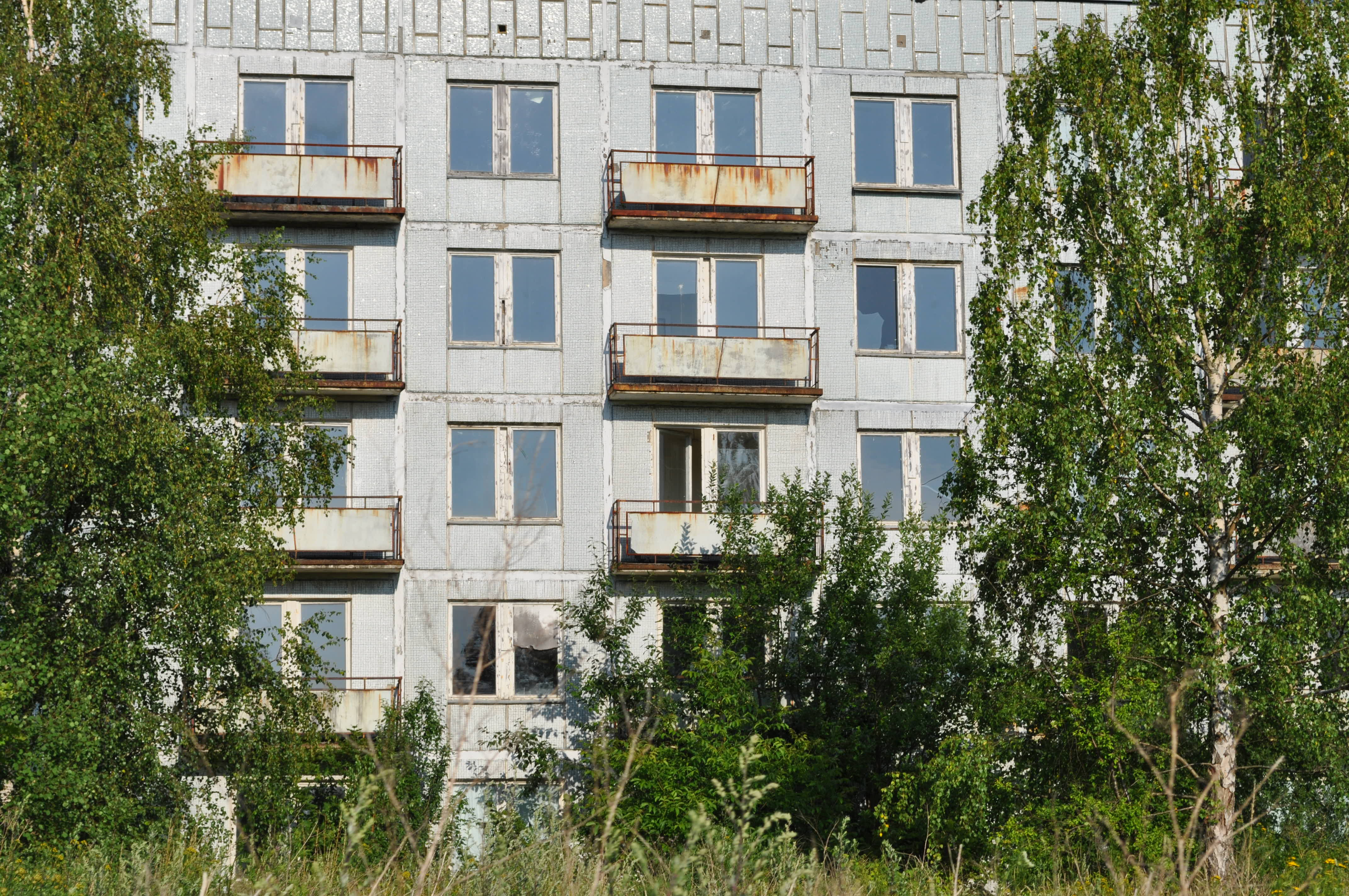
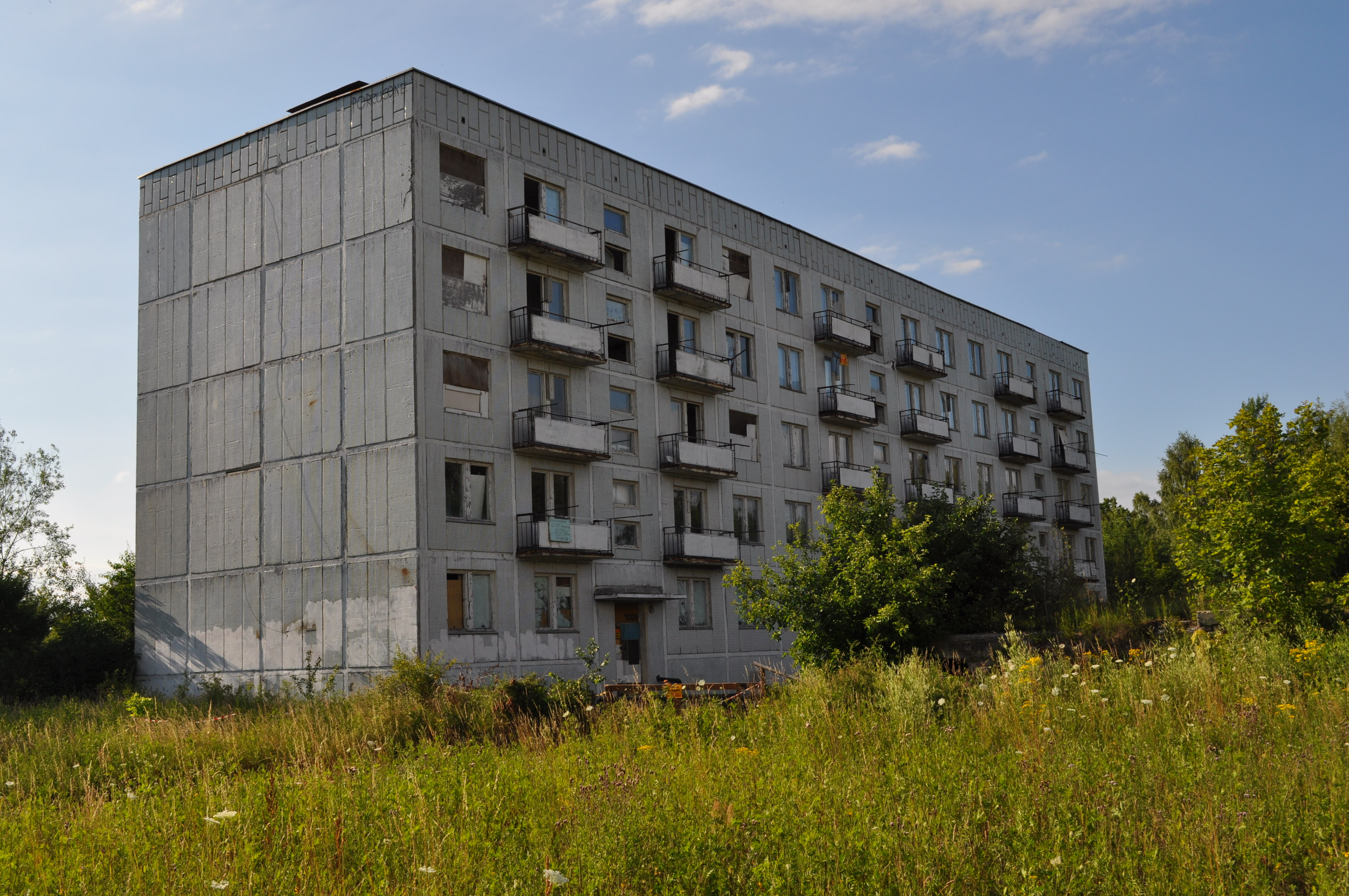

## Voci connesse
- Pstrąże
- Città fantasma

## Riferimenti
- (PL)  Sito ufficiale Archiviato il 4 aprile 2012 in Internet Archive. del comune.